# Марті Ляурадо

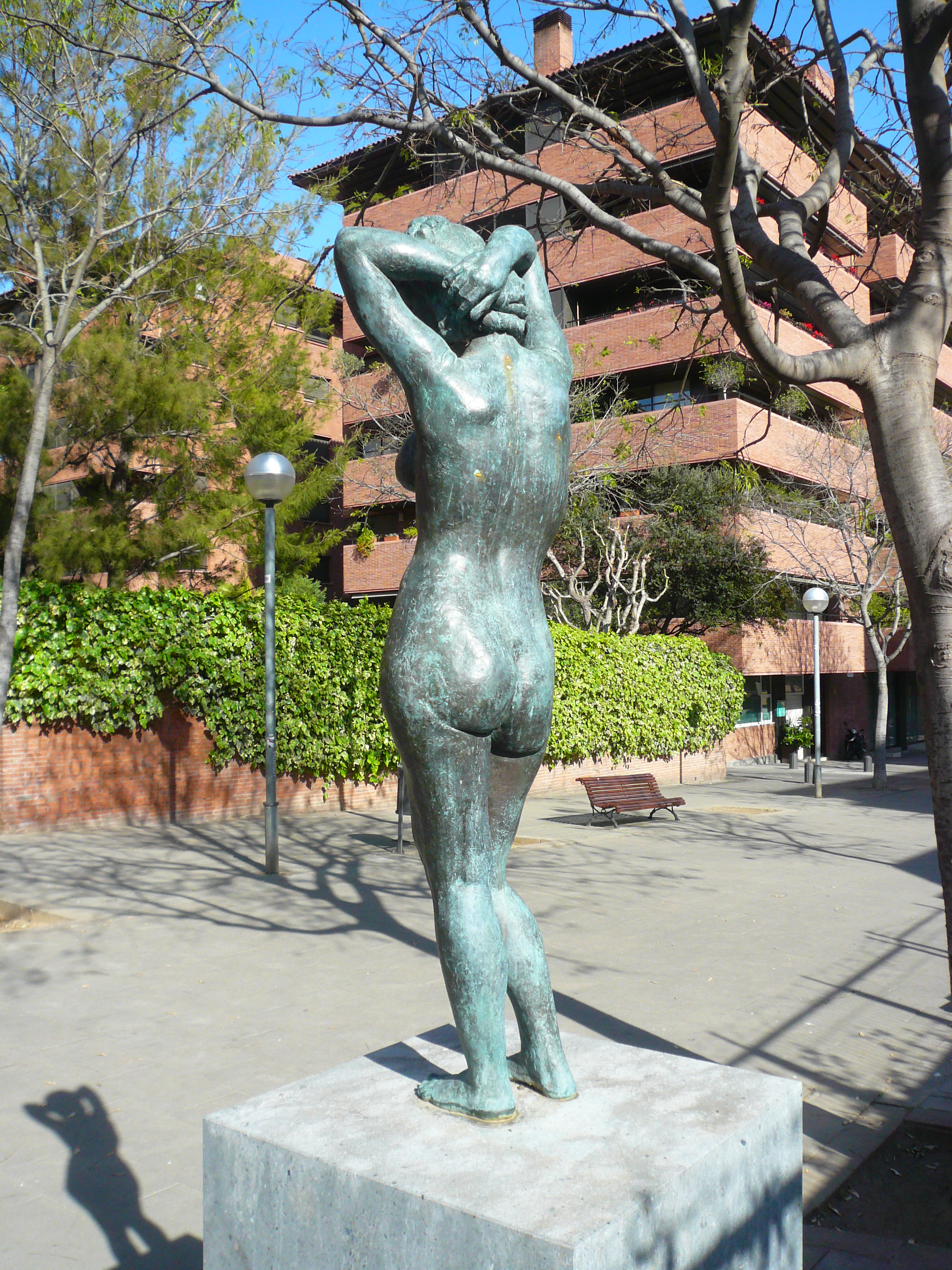
«Альба» (2010), Барселона

Марті́ Ляурадо́-і-Маріскот (кат. Martí Llauradó i Mariscot; 1903, Барселона — 1957, там само) — іспанський (каталонський) скульптор.
Працював з Енріком Басасом, Жуаном Боррелем і Жуаном Ребулем. У 1929 році відбулась перша персональна виставка у Барселоні. На початку своєї кар'єри зосередився на оголеній жіночій фігурі. Був провідним діячем покоління, що діяло після культурного руху новесентизм, надавши реалістичних елементів стилізованому ідеалізму, який був притаманний руху новесентизм. Як і більшість скульпторів, у післявоєнний період був зобов'язаний працювати у жанрі релігійного мистецтва. У 1933 році удостоєний нагороди від Асоціація каталонських художників на Виставці оголених фігур.
У 1934 році удостоєний першої премії на Національній виставці в Мадриді. Викладав в Інституті уряду Каталонії. У повоєнні роки здобув премії в Севільї, Мадриді та Барселоні. Був запрошений взяти участь у двох Венеційських бієнале. 
Його роботи зберігаються у Національному музеї мистецтва Каталонії (MNAC).   